# Тарседаяха (приток Щучьей)
Тарседаяха (устар. Тар-Седа-Яха) — река в Приуральском и Ямальском районах Ямало-Ненецкого АО. Устье реки находится в 146 км от устья реки Щучьей по левому берегу. Длина реки составляет 72 км.

## Данные водного реестра
По данным государственного водного реестра России относится к Нижнеобскому бассейновому округу, водохозяйственный участок реки — Обь от города Салехард и до устья, речной подбассейн реки — бассейны притоков Оби ниже впадения Северной Сосьвы. Речной бассейн реки — (Нижняя) Обь от впадения Иртыша.
Код объекта в государственном водном реестре — 15020300212115300034586.